# Pryluky
Pryluky (em ucraniano:   Прилу́ки) é uma cidade da Ucrânia, situada no Oblast de Tchernihiv. Tem 42 km² de área e sua população em 2020 foi estimada em 53.395 habitantes.